# Breviceps sopranus
Breviceps sopranus är en groddjursart som beskrevs av David William Minter 2003. Breviceps sopranus ingår i släktet Breviceps och familjen Brevicipitidae. IUCN kategoriserar arten globalt som livskraftig. Inga underarter finns listade.